# Jesús Tepactepec
Jesús Tepactepec är en ort i Mexiko.   Den ligger i kommunen Natívitas och delstaten Tlaxcala, i den sydöstra delen av landet, 90 km öster om huvudstaden Mexico City. Jesús Tepactepec ligger 2 199 meter över havet och antalet invånare är 1 035.
Terrängen runt Jesús Tepactepec är en högslätt. Runt Jesús Tepactepec är det tätbefolkat, med 709 invånare per kvadratkilometer. Närmaste större samhälle är Cholula, 18,4 km söder om Jesús Tepactepec. Omgivningarna runt Jesús Tepactepec är en mosaik av jordbruksmark och naturlig växtlighet.